# Danh sách tập phim truyền hình Doctor Who
Doctor Who là bộ phim truyền hình khoa học viễn tưởng của Vương quốc Anh được sản xuất bởi BBC. Tính dến ngày 1 tháng 7 năm 2017, đã có 839 tập phim Doctor Who được phát sóng, bao gồm cả phần 10 là phần mới nhất. Các tập này bao gồm cả 1 phim điện ảnh - truyền hình và các tập đặc biệt giáng sinh, tổng cộng là 275 câu chuyện với 36 seasons. Ngoài ra, còn có 4 tập phim đặc biệt từ thiện và 2 câu chuyện hoạt hình được phát sóng. Với số lượng tập phim khổng lồ, phim Doctor Who đang giữ Kỷ lục thế giới về Phim khoa học viễn tưởng có nhiều tập nhất.

## Tổng quan các phần
|              | Mùa/ Phần     | Doctor              | Câu chuyện | Số tập | Ngày phát sóng    | Ngày phát sóng    | Người xem trung bình (triệu người) |
| ------------ | ------------- | ------------------- | ---------- | ------ | ----------------- | ----------------- | ---------------------------------- |
| Ngày bắt đầu | Mùa/ Phần     | Doctor              | Câu chuyện | Số tập | Ngày kết thúc     |                   | Người xem trung bình (triệu người) |
| 1            | Mùa 1         | Doctor thứ nhất     | 8          | 42     | 23 tháng 11, 1963 | 12 tháng 9, 1964  | 8.08                               |
| 2            | Mùa 2         | Doctor thứ nhất     | 9          | 39     | 31 tháng 10, 1964 | 24 tháng 7, 1965  | 10.46                              |
| 3            | Mùa 3         | Doctor thứ nhất     | 10         | 45     | 11 tháng 9, 1965  | 16 tháng 7, 1966  | 7.65                               |
| 4            | Mùa 4         | Doctor thứ hai      | 9          | 43     | 10 tháng 9, 1966  | 1 tháng 7, 1967   | 7.10                               |
| 5            | Mùa 5         | Doctor thứ hai      | 7          | 40     | 2 tháng 9, 1967   | 1 tháng 6, 1968   | 7.23                               |
| 6            | Mùa 6         | Doctor thứ hai      | 7          | 44     | 10 tháng 8, 1968  | 21 tháng 6, 1969  | 6.38                               |
| 7            | Mùa 7         | Doctor thứ ba       | 4          | 25     | 3 tháng 1, 1970   | 20 tháng 6, 1970  | 7.17                               |
| 8            | Mùa 8         | Doctor thứ ba       | 5          | 25     | 2 tháng 1, 1971   | 19 tháng 6, 1971  | 7.96                               |
| 9            | Mùa 9         | Doctor thứ ba       | 5          | 26     | 1 tháng 1, 1972   | 24 tháng 6, 1972  | 8.30                               |
| 10           | Mùa 10        | Doctor thứ ba       | 5          | 26     | 30 tháng 12, 1972 | 23 tháng 6, 1973  | 8.90                               |
| 11           | Mùa 11        | Doctor thứ ba       | 5          | 26     | 15 tháng 12, 1973 | 8 tháng 6, 1974   | 8.76                               |
| 12           | Mùa 12        | Doctor thứ tư       | 5          | 20     | 28 tháng 12, 1974 | 10 tháng 5, 1975  | 10.00                              |
| 13           | Mùa 13        | Doctor thứ tư       | 6          | 26     | 30 tháng 8, 1975  | 6 tháng 3, 1976   | 10.14                              |
| 14           | Mùa 14        | Doctor thứ tư       | 6          | 26     | 4 tháng 9, 1976   | 2 tháng 4, 1977   | 11.06                              |
| 15           | Mùa 15        | Doctor thứ tư       | 6          | 26     | 3 tháng 9, 1977   | 11 tháng 3, 1978  | 8.98                               |
| 16           | Mùa 16        | Doctor thứ tư       | 6          | 26     | 2 tháng 9, 1978   | 24 tháng 2, 1979  | 8.57                               |
| 17           | Mùa 17        | Doctor thứ tư       | 5          | 20     | 1 tháng 9, 1979   | 12 tháng 1, 1980  | 11.21                              |
| 18           | Mùa 18        | Doctor thứ tư       | 7          | 28     | 30 tháng 8, 1980  | 21 tháng 3, 1981  | 5.80                               |
| 19           | Mùa 19        | Doctor thứ năm      | 7          | 26     | 4 tháng 1, 1982   | 30 tháng 3, 1982  | 9.23                               |
| 20           | Mùa 20        | Doctor thứ năm      | 6          | 22     | 4 tháng 1, 1983   | 16 tháng 3, 1983  | 7.03                               |
| 21           | Mùa 21        | Doctor thứ năm      | 7          | 24     | 5 tháng 1, 1984   | 30 tháng 3, 1984  | 7.18                               |
| 22           | Mùa 22        | Doctor thứ sáu      | 6          | 13     | 5 tháng 1, 1985   | 30 tháng 3, 1985  | 7.12                               |
| 23           | Mùa 23        | Doctor thứ sáu      | 4          | 14     | 6 tháng 9, 1986   | 6 tháng 12, 1986  | 4.80                               |
| 24           | Mùa 24        | Doctor thứ bảy      | 4          | 14     | 7 tháng 9, 1987   | 7 tháng 12, 1987  | 4.87                               |
| 25           | Mùa 25        | Doctor thứ bảy      | 4          | 14     | 5 tháng 10, 1988  | 4 tháng 1, 1989   | 5.34                               |
| 26           | Mùa 26        | Doctor thứ bảy      | 4          | 14     | 6 tháng 9, 1989   | 6 tháng 12, 1989  | 4.15                               |
| 27           | Phim điện ảnh | Doctor thứ tám      | 1          | 1      | 12 tháng 5, 1996  | 12 tháng 5, 1996  | 9.08                               |
| 28           | Phần 1        | Doctor thứ chín     | 10         | 13     | 26 tháng 3, 2005  | 18 tháng 6, 2005  | 7.95                               |
| 29           | Phần 2        | Doctor thứ mười     | 10         | 13     | 15 tháng 4, 2006  | 8 tháng 7, 2006   | 7.72                               |
| 30           | Phần 3        | Doctor thứ mười     | 9          | 13     | 31 tháng 3, 2007  | 30 tháng 6, 2007  | 7.55                               |
| 31           | Phần 4        | Doctor thứ mười     | 10         | 13     | 5 tháng 4, 2008   | 5 tháng 7, 2008   | 8.05                               |
| 32           | Đặc biệt 2009 | Doctor thứ mười     | 4          | 5      | 25 tháng 12, 2008 | 1 tháng 1, 2010   | 11.49                              |
| 33           | Phần 5        | Doctor thứ mười một | 10         | 13     | 3 tháng 4, 2010   | 26 tháng 6, 2010  | 7.70                               |
| 34           | Phần 6        | Doctor thứ mười một | 11         | 13     | 23 tháng 4, 2011  | 1 tháng 10, 2011  | 7.52                               |
| 35           | Phần 7        | Doctor thứ mười một | 13         | 13     | 1 tháng 9, 2012   | 18 tháng 5, 2013  | 7.44                               |
| 36           | Đặc biệt 2013 | Doctor thứ mười một | 2          | 2      | 23 tháng 11, 2013 | 25 tháng 12, 2013 | 11.97                              |
| 37           | Phần 8        | Doctor thứ mười hai | 11         | 12     | 23 tháng 8, 2014  | 8 tháng 11, 2014  | 7.26                               |
| 38           | Phần 9        | Doctor thứ mười hai | 9          | 12     | 19 tháng 9, 2015  | 5 tháng 12, 2015  | 6.04                               |
| 39           | Phần 10       | Doctor thứ mười hai | 11         | 12     | 15 tháng 4, 2017  | 1 tháng 7, 2017   | 5.45                               |

## Các tập phim
Đây là danh sách các tập phim truyền hình của Doctor Who. Các tựa đề được quyết định bởi BBC kể từ năm 2013. Còn với phiên bản từ năm 1963, danh sách sử dụng tên từ các DVD phát hành trong hầu hết các trường hợp.
Ghi chú
| Còn đầy đủ tập | Thiếu mất vài tập | Mất tất cả các tập |

### Doctor thứ nhất
Doctor đầu tiên do William Hartnell thủ vai từ năm 1963 đến năm 1966.

#### Mùa 1 (1963–64)
| Thứ tự cốt truyện | Tựa đề                  | Số tập | Đạo diễn/ Biên kịch                               | Tên các tập | Thời gian phát sóng                  |
| ----------------- | ----------------------- | ------ | ------------------------------------------------- | --- | ------------------------------------ |
| 001               | An Unearthly Child      | 4      | Waris Hussein/ Anthony Coburn                     | An Unearthly Child; The Cave of Skulls; The Forest of Fear; The Firemaker                                                                  | 23 tháng 11,1963 - 14 tháng 12, 1963 |
| 002               | The Daleks              | 7      | Richard Martin và Christopher Barry/ Terry Nation | The Dead Planet; The Survivors; The Escape; The Ambush; The Expedition; The Ordeal; The Rescue                                             | 21 tháng 12,1963 - 1 tháng 2, 1964   |
| 003               | The Edge of Destruction | 2      | Richard Martin và Frank Cox /David Whitaker       | The Edge of Destruction; The Brink of Disaster                                                                                             | 8 tháng 2, 1964 - 15 tháng 2, 1964   |
| 004               | Marco Polo              | 7      | Waris Hussein và John Crockett /John Lucarotti    | The Roof of the World; The Singing Sands; Five Hundred Eyes; The Wall of Lies; Rider from Shang-Tu; Mighty Kublai Khan; Assassin at Peking | 22 tháng 2, 1964 - 4 tháng 4, 1964   |
| 005               | The Keys of Marinus     | 6      | John Gorrie/ Terry Nation                         | The Sea of Death; The Velvet Web; The Screaming Jungle; The Snows of Terror; Sentence of Death; The Keys of Marinus                        | 11 tháng 4. 1964 - 16 tháng 5, 1964  |
| 006               | The Aztecs              | 4      | John Crockett/ John Lucarotti                     | The Temple of Evil; The Warriors of Death; The Bride of Sacrifice; The Day of Darkness                                                     | 23 tháng 5, 1964 - 13 tháng 6, 1964  |
| 007               | The Sensorites          | 6      | Mervyn Pinfield và Frank Cox/ Peter R. Newman     | Strangers in Space; The Unwilling Warriors; Hidden Danger; A Race Against Death; Kidnap; A Desperate Venture                               | 20 tháng 6, 1964 - 1 tháng 8, 1964   |
| 008               | The Reign of Terror     | 6      | Henric Hirsch và John Gorrie/ Dennis Spooner      | A Land of Fear; Guests of Madame Guillotine; A Change of Identity; The Tyrant of France; A Bargain of Necessity; Prisoners of Conciergerie | 8 tháng 8, 1964 - 12 tháng 9, 1964   |

#### Mùa 2 (1964–65)
| Thứ tự cốt truyện | Tựa đề                      | Số tập | Thời gian phát sóng   |
| ----------------- | --------------------------- | ------ | --------------------- |
| 009               | Planet of Giants            | 3      | 31/10/1964-14/11/1964 |
| 010               | The Dalek Invasion of Earth | 6      | 21/11/1964-26/12/1964 |
| 011               | The Rescue                  | 2      | 2/1/1965-9/1/1965     |
| 012               | The Romans                  | 4      | 16/1/1965-6/2/1965    |
| 013               | The Web Planet              | 6      | 13/2/1965-20/3/1965   |
| 014               | The Crusade                 | 4      | 27/3/1965-17/4/1965   |
| 015               | The Space Museum            | 4      | 24/4/1965-15/5/1965   |
| 016               | The Chase                   | 6      | 22/5/1965-26/6/1965   |
| 017               | The Time Meddler            | 4      | 3/7/1965-24/7/1965    |

#### Mùa 3 (1965–66)
| Thứ tự cốt truyện | Tựa đề                               | Số tập | Thời gian phát sóng  |
| ----------------- | ------------------------------------ | ------ | -------------------- |
| 018               | Galaxy 4                             | 4      | 11/9/1965-2/10/1965  |
| 019               | Mission to the Unknown               | 1      | 9/10/1965            |
| 020               | The Myth Makers                      | 4      | 16/10/1965-6/11/1965 |
| 021               | The Daleks' Master Plan              | 12     | 13/11/1965-29/1/1966 |
| 022               | The Massacre of St Bartholomew's Eve | 4      | 5/2/1966-26/2/1966   |
| 023               | The Ark                              | 4      | 5/3/1966-26/3/1966   |
| 024               | The Celestial Toymaker               | 4      | 2/4/1966-23/4/1966   |
| 025               | The Gunfighters                      | 4      | 30/4/1966-21/5/1966  |
| 026               | The Savages                          | 4      | 28/5/1966-18/6/1966  |
| 027               | The War Machines                     | 4      | 25/6/1966-16/7/1966  |

#### Mùa 4 (1966–67)
| Thứ tự cốt truyện | Tựa đề           | Số tập | Thời gian phát sóng  |
| ----------------- | ---------------- | ------ | -------------------- |
| 028               | The Smugglers    | 4      | 10/9/1966-1/10/1966  |
| 029               | The Tenth Planet | 4      | 8/10/1966-29/10/1966 |

### Doctor thứ hai
Doctor thứ hai do Patrick Troughton thủ vai từ năm 1966 đến năm 1969.

#### Mùa 4 (1966–67) tiếp theo
| Thứ tự cốt truyện | Tựa đề                  | Số tập | Thời gian phát sóng  |
| ----------------- | ----------------------- | ------ | -------------------- |
| 030               | The Power of the Daleks | 6      | 5/11/1966-10/12/1966 |
| 031               | The Highlanders         | 4      | 17/12/1966-7/1/1967  |
| 032               | The Underwater Menace   | 4      | 14/1/1967-4/2/1967   |
| 033               | The Moonbase            | 4      | 11/2/1967-4/3/1967   |
| 034               | The Macra Terror        | 4      | 11/3/1967-1/4/1967   |
| 035               | The Faceless Ones       | 6      | 8/4/1967-13/5/1967   |
| 036               | The Evil of the Daleks  | 7      | 20/5/1967-1/7/1967   |

#### Mùa 5 (1967–68)
| Thứ tự cốt truyện | Tựa đề                   | Số tập | Thời gian phát sóng   |
| ----------------- | ------------------------ | ------ | --------------------- |
| 037               | The Tomb of the Cybermen | 4      | 2/9/1967-23/9/1967    |
| 038               | The Abominable Snowmen   | 6      | 30/9/1967-4/11/1967   |
| 039               | The Ice Warriors         | 6      | 11/11/1967-16/12/1967 |
| 040               | The Enemy of the World   | 6      | 23/12/1967-27/1/1968  |
| 041               | The Web of Fear          | 6      | 3/2/1968-9/3/1968     |
| 042               | Fury from the Deep       | 6      | 16/3/1968-20/4/1968   |
| 043               | The Wheel in Space       | 6      | 27/4/1968-1/6/1968    |

#### Mùa 6 (1968–69)
| Thứ tự cốt truyện | Tựa đề             | Số tập | Thời gian phát sóng  |
| ----------------- | ------------------ | ------ | -------------------- |
| 044               | The Dominators     | 5      | 10/8/1968-7/9/1968   |
| 045               | The Mind Robber    | 5      | 14/9/1968-12/10/1968 |
| 046               | The Invasion       | 8      | 2/11/1968-21/12/1968 |
| 047               | The Krotons        | 4      | 28/12/1968-18/1/1969 |
| 048               | The Seeds of Death | 6      | 25/1/1969-1/3/1969   |
| 049               | The Space Pirates  | 6      | 8/3/1969-12/4/1969   |
| 050               | The War Games      | 10     | 19/4/1969-21/6/1969  |

### Doctor thứ ba
Doctor thứ ba do Jon Pertwee thủ vai từ năm 1970 đến năm 1974. Bị kết án lưu đày trên Trái đất và tái sinh ở phút cuối trong tập The War Games, Doctor có thời gian dài làm việc trong tổ chức UNIT. Sau tập The Three Doctors, các Time Lords hủy bỏ bản án của ông; tuy vậy, Doctor vẫn tiếp tục công 5 tác với UNIT nhiều lần nữa. Doctor thứ ba tái sinh sang nhân dạng thứ tư của mình do bị nhiễm độc phóng xạ vào phút chót của tập Planet of the Spiders.
Thời kì này, phim màu bắt đầu được sản xuất. Do phải đầu tư vào các thước phim màu mà chi phí sản xuất cũng bị cắt giảm. Điều này khiến cho nội dung câu chuyện của Doctor thồi kì này chủ yếu có bối cảnh diễn ra ở Trái đất để tiết kiệm chi phí.

#### Mùa 7 (1970)
| Thứ tự cốt truyện | Tựa đề                       | Số tập | Thời gian phát sóng |
| ----------------- | ---------------------------- | ------ | ------------------- |
| 051               | Spearhead from Space         | 4      | 3/1/1970-24/1/1970  |
| 052               | Doctor Who and the Silurians | 7      | 31/1/1970-14/3/1970 |
| 053               | The Ambassadors of Death     | 7      | 21/3/1970-2/5/1970  |
| 054               | Inferno                      | 7      | 9/5/1970-20/6/1970  |

#### Mùa 8 (1971)
| Thứ tự cốt truyện | Tựa đề               | Số tập | Thời gian phát sóng |
| ----------------- | -------------------- | ------ | ------------------- |
| 055               | Terror of the Autons | 4      | 2/1/1971-23/1/1971  |
| 056               | The Mind of Evil     | 6      | 30/1/1971-6/3/1971  |
| 057               | The Claws of Axos    | 4      | 13/3/1971-3/4/1971  |
| 058               | Colony in Space      | 6      | 10/4/1971-15/5/1971 |
| 059               | The Dæmons           | 5      | 22/5/1971-19/6/1971 |

#### Mùa 9 (1972)
| Thứ tự cốt truyện | Tựa đề               | Số tập | Thời gian phát sóng |
| ----------------- | -------------------- | ------ | ------------------- |
| 060               | Day of the Daleks    | 4      | 1/1/1972-22/1/1972  |
| 061               | The Curse of Peladon | 4      | 29/1/1972-19/2/1972 |
| 062               | The Sea Devils       | 6      | 26/2/1972-1/4/1972  |
| 063               | The Mutants          | 6      | 8/4/1972-13/5/1972  |
| 064               | The Time Monster     | 6      | 20/5/1972-24/6/1972 |

#### Mùa 10 (1972–73)
| Thứ tự cốt truyện | Tựa đề               | Số tập | Thời gian phát sóng  |
| ----------------- | -------------------- | ------ | -------------------- |
| 065               | The Three Doctors    | 4      | 30/12/1972-20/1/1973 |
| 066               | Carnival of Monsters | 4      | 27/1/1973-17/2/1973  |
| 067               | Frontier in Space    | 6      | 24/2/1973-31/3/1973  |
| 068               | Planet of the Daleks | 6      | 7/4/1973-12/5/1973   |
| 069               | The Green Death      | 6      | 19/5/1973-23/6/1973  |

#### Mùa 11 (1973–74)
Trong mùa này lần đầu tiên giới thiệu bạn đồng hành Sarah Jane Smith.
| Thứ tự cốt truyện | Tựa đề                    | Số tập | Thời gian phát sóng |
| ----------------- | ------------------------- | ------ | ------------------- |
| 070               | The Time Warrior          | 4      | 15/12/1973-5/1/1974 |
| 071               | Invasion of the Dinosaurs | 6      | 12/1/1974-16/2/1974 |
| 072               | Death to the Daleks       | 4      | 23/2/1974-16/3/1974 |
| 073               | The Monster of Peladon    | 6      | 23/3/1974-27/4/1974 |
| 074               | Planet of the Spiders     | 6      | 4/5/1974-8/6/1974   |

### Doctor thứ tư
Doctor thứ tư do Tom Baker thủ vai từ năm 1974 đến năm 1981. Ông là diễn viên giữ vai Doctor trên truyền hình lâu nhất tính tới hiện tại, ông đóng vai này trong tổng cộng 7 mùa.

#### Mùa 12 (1974–75)
| Thứ tự cốt truyện | Tựa đề                  | Số tập | Thời gian phát sóng  |
| ----------------- | ----------------------- | ------ | -------------------- |
| 075               | Robot                   | 4      | 28/12/1974-18/1/1975 |
| 076               | The Ark in Space        | 4      | 25/1/1975-15/2/1975  |
| 077               | The Sontaran Experiment | 2      | 22/2/1975-1/3/1975   |
| 078               | Genesis of the Daleks   | 6      | 8/3/1975-12/4/1975   |
| 079               | Revenge of the Cybermen | 4      | 19/4/1975-10/5/1975  |

#### Mùa 13 (1975–76)
| Thứ tự cốt truyện | Tựa đề               | Số tập | Thời gian phát sóng   |
| ----------------- | -------------------- | ------ | --------------------- |
| 080               | Terror of the Zygons | 4      | 30/8/1975-20/9/1975   |
| 081               | Planet of Evil       | 4      | 27/9/1975-18/10/1975  |
| 082               | Pyramids of Mars     | 4      | 25/10/1975-15/11/1975 |
| 083               | The Android Invasion | 4      | 22/11/1975-13/12/1975 |
| 084               | The Brain of Morbius | 4      | 3/1/1976-24/1/1976    |
| 085               | The Seeds of Doom    | 6      | 31/1/1976-6/3/1976    |

#### Mùa 14 (1976–77)
| Thứ tự cốt truyện | Tựa đề                    | Số tập | Thời gian phát sóng   |
| ----------------- | ------------------------- | ------ | --------------------- |
| 086               | The Masque of Mandragora  | 4      | 4/9/1976-25/9/1976    |
| 087               | The Hand of Fear          | 4      | 2/10/1976-23/10/1976  |
| 088               | The Deadly Assassin       | 4      | 30/10/1976-20/11/1976 |
| 089               | The Face of Evil          | 4      | 1/1/1977-22/1/1977    |
| 090               | The Robots of Death       | 4      | 29/1/1977-19/2/1977   |
| 091               | The Talons of Weng-Chiang | 6      | 26/2/1977-2/4/1977    |

#### Mùa 15 (1977–78)
| Thứ tự cốt truyện | Tựa đề               | Số tập | Thời gian phát sóng   |
| ----------------- | -------------------- | ------ | --------------------- |
| 092               | Horror of Fang Rock  | 4      | 3/9/1977-24/9/1977    |
| 093               | The Invisible Enemy  | 4      | 1/10/1977-22/10/1977  |
| 094               | Hình of the Fendahl  | 4      | 29/10/1977-19/11/1977 |
| 095               | The Sun Makers       | 4      | 26/11/1977-17/12/1977 |
| 096               | Underworld           | 4      | 7/1/1978-28/1/1978    |
| 097               | The Invasion of Time | 6      | 4/2/1978-11/3/1978    |

#### Mùa 16 (1978–79)
| Thứ tự cốt truyện | Tựa đề                | Số tập | Thời gian phát sóng   |
| ----------------- | --------------------- | ------ | --------------------- |
| 098               | The Ribos Operation   | 4      | 2/9/1978-23/9/1978    |
| 099               | The Pirate Planet     | 4      | 30/9/1978-21/10/1978  |
| 100               | The Stones of Blood   | 4      | 28/10/1978-18/11/1978 |
| 101               | The Androids of Tara  | 4      | 25/11/1978-16/12/1978 |
| 102               | The Power of Kroll    | 4      | 23/12/1978-13/1/1979  |
| 103               | The Armageddon Factor | 6      | 20/1/1979-24/2/1979   |

#### Mùa 17 (1979–80)
| Thứ tự cốt truyện | Tựa đề                    | Số tập | Thời gian phát sóng   |
| ----------------- | ------------------------- | ------ | --------------------- |
| 104               | Destiny of the Daleks     | 4      | 1/9/1979-22/9/1979    |
| 105               | City of Death             | 4      | 29/9/1979-20/10/1979  |
| 106               | The Creature from the Pit | 4      | 27/10/1979-17/11/1979 |
| 107               | Nightmare of Eden         | 4      | 24/11/1979-15/12/1979 |
| 108               | The Horns of Nimon        | 4      | 22/12/1979-12/1/1980  |

Homevideo phát hành

Shada

#### Mùa 18 (1980–81)
| Thứ tự cốt truyện | Tựa đề               | Số tập | Thời gian phát sóng   |
| ----------------- | -------------------- | ------ | --------------------- |
| 109               | The Leisure Hive     | 4      | 30/8/1980-20/9/1980   |
| 110               | Meglos               | 4      | 27/9/1980-18/10/1980  |
| 111               | Full Circle          | 4      | 25/10/1980-15/11/1980 |
| 112               | State of Decay       | 4      | 22/11/1980-13/12/1980 |
| 113               | Warriors' Gate       | 4      | 3/1/1981-24/1/1981    |
| 114               | The Keeper of Traken | 4      | 31/1/1981-21/2/1981   |
| 115               | Logopolis            | 4      | 28/2/1981-21/3/1981   |

### Doctor thứ năm
Doctor thứ năm do Peter Davison thủ vai từ năm 1982 đến năm 1984.

#### Mùa 19 (1982)
| Thứ tự cốt truyện | Tựa đề           | Số tập | Thời gian phát sóng |
| ----------------- | ---------------- | ------ | ------------------- |
| 116               | Castrovalva      | 4      | 4/1/1982-12/1/1982  |
| 117               | Four to Doomsday | 4      | 18/1/1982-26/1/1982 |
| 118               | Kinda            | 4      | 1/2/1982-9/2/1982   |
| 119               | The Visitation   | 4      | 15/2/1982-23/2/1982 |
| 120               | Black Orchid     | 2      | 1/3/1982-2/3/1982   |
| 121               | Earthshock       | 4      | 8/3/1982-16/3/1982  |
| 122               | Time-Flight      | 4      | 22/3/1982-30/3/1982 |

#### Mùa 20 (1983)
| Thứ tự cốt truyện | Tựa đề            | Số tập | Thời gian phát sóng |
| ----------------- | ----------------- | ------ | ------------------- |
| 123               | Arc of Infinity   | 4      | 3/1/1983-12/1/1983  |
| 124               | Snakedance        | 4      | 18/1/1983-26/1/1983 |
| 125               | Mawdryn Undead    | 4      | 1/2/1983-9/2/1983   |
| 126               | Terminus          | 4      | 15/2/1983-23/2/1983 |
| 127               | Enlightenment     | 4      | 1/3/1983-9/3/1983   |
| 128               | The King's Demons | 2      | 15/3/1983-16/3/1983 |

#### Children In Need 1963
| Thứ tự cốt truyện | Tựa đề           | Số tập | Thời gian phát sóng |
| ----------------- | ---------------- | ------ | ------------------- |
| 129               | The Five Doctors | 1      | 23/11/1983          |

#### Mùa 21 (1984)
| Thứ tự cốt truyện | Tựa đề                     | Số tập | Thời gian phát sóng |
| ----------------- | -------------------------- | ------ | ------------------- |
| 130               | Warriors of the Deep       | 4      | 5/1/1984-13/1/1984  |
| 131               | The Awakening              | 2      | 19/1/1984-20/1/1984 |
| 132               | Frontios                   | 4      | 26/1/1984-3/2/1984  |
| 133               | Resurrection of the Daleks | 2      | 8/2/1984-15/2/1984  |
| 134               | Planet of Fire             | 4      | 23/2/1984-2/3/1984  |
| 135               | The Caves of Androzani     | 4      | 8/3/1984-16/3/1984  |

### Doctor thứ sáu
Doctor thứ sáu do Colin Baker thủ vai từ năm 1984 đến năm 1986.

#### Mùa 21 (1984) tiếp theo
| Thứ tự cốt truyện | Tựa đề           | Số tập | Thời gian phát sóng |
| ----------------- | ---------------- | ------ | ------------------- |
| 136               | The Twin Dilemma | 4      | 22/3/1984-30/3/1984 |

Bộ phim bắt đầu được sản xuất với 45 phút mỗi tập.

#### Mùa 22 (1985)
| Thứ tự cốt truyện | Tựa đề                   | Số tập | Thời gian phát sóng |
| ----------------- | ------------------------ | ------ | ------------------- |
| 137               | Attack of the Cybermen   | 2      | 5/1/1985-12/1/1985  |
| 138               | Vengeance on Varos       | 2      | 19/1/1985-26/1/1985 |
| 139               | The Mark of the Rani     | 2      | 2/2/1985-9/2/1985   |
| 140               | The Two Doctors          | 3      | 16/2/1985-2/3/1985  |
| 141               | Timelash                 | 2      | 9/3/1985-16/3/1985  |
| 142               | Revelation of the Daleks | 2      | 23/3/1985-30/3/1985 |

#### Mùa 23 (1986)
| Thứ tự cốt truyện | Tựa đề                   | Số tập | Thời gian phát sóng |
| ----------------- | ------------------------ | ------ | ------------------- |
| 143               | The Trial of a Time Lord | 14     | 6/9/1986-6/12/1986  |

Bộ phim được sản xuất với 25 phút mỗi tập trở lại. The Trial of a Time Lord được chia thành 4 tập nhỏ là The Mysterious Planet, Mindwarp, Terror of the Vervoids, The Ultimate Foe. Nhưng tổng quan đều cùng chung một câu chuyện.

### Doctor thứ bảy
Doctor thứ bảy do Sylvester McCoy thủ vai từ năm 1987 đến năm 1989.

#### Mùa 24 (1987)
| Thứ tự cốt truyện | Tựa đề                  | Số tập | Thời gian phát sóng  |
| ----------------- | ----------------------- | ------ | -------------------- |
| 144               | Time and the Rani       | 4      | 7/9/1987-28/9/1987   |
| 145               | Paradise Towers         | 4      | 5/10/1987-26/10/1987 |
| 146               | Delta and the Bannermen | 3      | 2/11/1987-16/11/1987 |
| 147               | Dragonfire              | 3      | 23/11/1987-7/12/1987 |

#### Mùa 25 (1988–89)
| Thứ tự cốt truyện | Tựa đề                          | Số tập | Thời gian phát sóng  |
| ----------------- | ------------------------------- | ------ | -------------------- |
| 148               | Remembrance of the Daleks       | 4      | 5/10/1988-26/10/1988 |
| 149               | The Happiness Patrol            | 3      | 2/11/1988-16/11/1988 |
| 150               | Silver Nemesis                  | 3      | 23/11/1988-7/12/1988 |
| 151               | The Greatest Show in the Galaxy | 4      | 14/12/1988-4/1/1989  |

#### Mùa 26 (1989)
| Thứ tự cốt truyện | Tựa đề              | Số tập | Thời gian phát sóng   |
| ----------------- | ------------------- | ------ | --------------------- |
| 152               | Battlefield         | 4      | 6/9/1989-27/9/1989    |
| 153               | Ghost Light         | 3      | 4/10/1989-18/10/1989  |
| 154               | The Curse of Fenric | 4      | 25/10/1989-15/11/1989 |
| 155               | Survival            | 3      | 22/11/1989-6/12/1989  |

### Doctor thứ tám
Doctor thứ tám do Paul McGann thủ vai vào năm 1996 và năm 2013. Phim này là tập duy nhất mà Doctor này xuất hiện trong suốt nhiệm kì của ông. Tựa đề cho tập phim này chỉ đơn giản là Doctor Who. Tuy vậy, nhà sản xuất Philip Segal gợi ý rằng cái tên Enemy Within có lẽ là tựa đề phù hợp cho tập phim này. Năm 2013, Paul McGann trở lại với một tập phim truyền hình thứ hai trong vai Doctor thứ tám trong tập minisode mang tên "The Night of the Doctor".

#### Phim truyền hình năm (1996)
| Thứ tự cốt truyện | Tựa đề     | Độ dài  | Thời gian phát sóng |
| ----------------- | ---------- | ------- | ------------------- |
| 156               | Doctor Who | 89 phút | 12/5/1996           |

Tập phim ngắn
- The Night of the Doctor (2013)

### Doctor thứ chín
Doctor thứ chín do Christopher Eccleston thủ vai vào năm 2005.

#### Phần 1 (2005)
Từ phần 1, BBC Wales - nhà sản xuất Doctor Who đã bỏ đi truyền thống của bộ phim là tập hợp các tập truyện đơn lẻ với 2 (hoặc 3) bạn đồng hành, thay vào đó là một cốt truyện lớn ở các phần có các tập nhỏ liên kết với nhau. Độ dài một tập thường được quy định là 45 phút, nhưng đôi khi cũng có tập dài hơn. Vì mục đích quảng bá, BBC quyết định bắt đầu đánh số lại phần phát sóng đầu tiên là phần 1, thay vì là mùa 27, tiếp tục từ mùa 26 ở năm 1989.
| Thứ tự cốt truyện | Thứ tự tập | Tựa đề                  | Thời gian phát sóng |
| ----------------- | ---------- | ----------------------- | ------------------- |
| 157               | 1.1        | Rose                    | 26/3/2005           |
| 158               | 1.2        | The End of the World    | 2/4/2005            |
| 159               | 1.3        | The Unquiet Dead        | 9/4/2005            |
| 160a              | 1.4        | Aliens of London        | 16/4/2005           |
| 160b              | 1.5        | World War Three         | 23/4/2005           |
| 161               | 1.6        | Dalek                   | 30/4/2005           |
| 162               | 1.7        | The Long Game           | 7/5/2005            |
| 163               | 1.8        | Father's Day            | 14/5/2005           |
| 164a              | 1.9        | The Empty Child         | 21/5/2005           |
| 164b              | 1.10       | The Doctor Dances       | 28/5/2005           |
| 165               | 1.11       | Boom Town               | 4/6/2005            |
| 166a              | 1.12       | Bad Wolf                | 11/6/2005           |
| 166b              | 1.13       | The Parting of the Ways | 18/6/2005           |

### Doctor thứ mười
Doctor thứ mười do David Tennant thủ vai từ năm 2005 đến năm 2010.

Từ thời của Tennant, nhà sản xuất bắt đầu thay đổi, thỉnh thoảng thêm vào các tập ngắn (thường được sản xuất với mục đích từ thiện) và các tập đặc biệt Giáng sinh hàng năm (cả hai loại thường được xem là riêng biệt với cốt truyện các mùa sau). Vài tập đã vượt quá chuẩn dài 45 phút, bao gồm các tập đặc biệt Giáng sinh và vài tập thường. 

#### Phần 2 (2006)
| Thứ tự cốt truyện | Thứ tự tập | Tựa đề                    | Thời gian phát sóng |
| ----------------- | ---------- | ------------------------- | ------------------- |
| 167               | 2.X        | The Christmas Invasion    | 25/12/2005          |
| 168               | 2.1        | New Earth                 | 15/4/2006           |
| 169               | 2.2        | Tooth and Claw            | 22/4/2006           |
| 170               | 2.3        | School Reunion            | 29/4/2006           |
| 171               | 2.4        | The Girl in the Fireplace | 6/5/2006            |
| 172a              | 2.5        | Rise of the Cybermen      | 13/5/2006           |
| 172b              | 2.6        | The Age of Steel          | 20/5/2006           |
| 173               | 2.7        | The Idiot's Lantern       | 27/5/2006           |
| 174a              | 2.8        | The Impossible Planet     | 3/6/2006            |
| 174b              | 2.9        | The Satan Pit             | 10/6/2006           |
| 175               | 2.10       | Love & Monsters           | 17/6/2006           |
| 176               | 2.11       | Fear Her                  | 24/6/2006           |
| 177a              | 2.12       | Army of Ghosts            | 1/8/2006            |
| 177b              | 2.13       | Doomsday                  | 7/8/2006            |

#### Phần 3 (2007)
| Thứ tự cốt truyện | Thứ tự tập | Tựa đề                  | Thời gian phát sóng |
| ----------------- | ---------- | ----------------------- | ------------------- |
| 178               | 3.X        | The Runaway Bride       | 25/12/2006          |
| 179               | 3.1        | Smith and Jones         | 31/3/2007           |
| 180               | 3.2        | The Shakespeare Code    | 7/4/2007            |
| 181               | 3.3        | Gridlock                | 14/4/2007           |
| 182a              | 3.4        | Daleks in Manhattan     | 21/4/2007           |
| 182b              | 3.5        | Evolution of the Daleks | 28/4/2007           |
| 183               | 3.6        | The Lazarus Experiment  | 5/5/2007            |
| 184               | 3.7        | 42                      | 19/5/2007           |
| 185a              | 3.8        | Human Nature            | 26/5/2007           |
| 185b              | 3.9        | The Family of Blood     | 2/6/2007            |
| 186               | 3.10       | Blink                   | 9/6/2007            |
| 187a              | 3.11       | Utopia                  | 16/6/2007           |
| 187b              | 3.12       | The Sound of Drums      | 23/6/2007           |
| 187c              | 3.13       | Last of the Time Lords  | 30/6/2007           |

#### Phần 4 (2008)
| Thứ tự cốt truyện | Thứ tự tập | Tựa đề                   | Thời gian phát sóng |
| ----------------- | ---------- | ------------------------ | ------------------- |
| 188               | 4.X        | Voyage of the Damned     | 25/12/2007          |
| 189               | 4.1        | Partners in Crime        | 5/4/2008            |
| 190               | 4.2        | The Fires of Pompeii     | 12/4/2008           |
| 191               | 4.3        | Planet of the Ood        | 19/4/2008           |
| 192               | 4.4        | The Sontaran Stratagem   | 26/4/2008           |
| 193a              | 4.5        | The Poison Sky           | 3/5/2008            |
| 193b              | 4.6        | The Doctor's Daughter    | 10/5/2008           |
| 194               | 4.7        | The Unicorn and the Wasp | 17/5/2008           |
| 195a              | 4.8        | Silence in the Library   | 31/5/2008           |
| 195b              | 4.9        | Forest of the Dead       | 7/6/2008            |
| 196               | 4.10       | Midnight                 | 14/6/2008           |
| 197               | 4.11       | Turn Left                | 21/6/2008           |
| 198a              | 4.12       | The Stolen Earth         | 28/6/2008           |
| 198b              | 4.13       | Journey's End            | 5/7/2008            |
| 199               | 4.14X      | The Next Doctor          | 25/12/2008          |
| 200               | 4.15X      | Planet of the Dead       | 11/4/2009           |
| 201               | 4.16X      | The Waters of Mars       | 15/11/2009          |
| 202               | 4.17X      | The End of Time 1        | 25/12/2009-1/1/2010 |
| 203               | 4.18X      | The End of Time 2        | 25/12/2009-1/1/2010 |

Tập phim ngắn
- Children in Need Special
- Time Crash
- Music of the Spheres

Phim hoạt hình
- The Infinite Quest
- Dreamland

### Doctor thứ mười một
Doctor thứ mười một do Matt Smith thủ vai từ năm 2010 đến năm 2013. 

#### Mùa 5 (2010)
| Thứ tự cốt truyện | Thứ tự tập | Tựa đề                 | Thời gian phát sóng |
| ----------------- | ---------- | ---------------------- | ------------------- |
| 203               | 5.1        | The Eleventh Hour      | 3/4/2010            |
| 204               | 5.2        | The Beast Below        | 10/4/2010           |
| 205               | 5.3        | Victory of the Daleks  | 17/4/2010           |
| 206a              | 5.4        | The Time of Angels     | 24/4/2010           |
| 206b              | 5.5        | Flesh and Stone        | 1/5/2010            |
| 207               | 5.6        | The Vampires of Venice | 8/5/2010            |
| 208               | 5.7        | Amy's Choice           | 15/5/2010           |
| 209a              | 5.8        | The Hungry Earth       | 22/5/2010           |
| 209b              | 5.9        | Cold Blood             | 29/5/2010           |
| 210               | 5.10       | Vincent and the Doctor | 5/6/2010            |
| 211               | 5.11       | The Lodger             | 12/6/2010           |
| 212a              | 5.12       | The Pandorica Opens    | 19/6/2010           |
| 212b              | 5.13       | The Big Bang           | 26/6/2010           |

#### Phần 6 (2011)
Phần 6 được chia làm 2 phần nhỏ giữa tập 7 và tập 8.
| Thứ tự cốt truyện | Thứ tự tập | Tựa đề                      | Thời gian phát sóng |
| ----------------- | ---------- | --------------------------- | ------------------- |
| 213               | 6.X        | A Christmas Carol           | 25/12/2010          |
| 214a              | 6.1        | The Impossible Astronaut    | 3/4/2011            |
| 214b              | 6.2        | Day of the Moon             | 10/4/2011           |
| 215               | 6.3        | The Curse of the Black Spot | 17/4/2011           |
| 215               | 6.4        | The Doctor's Wife           | 24/4/2011           |
| 217a              | 6.5        | The Rebel Flesh             | 1/5/2011            |
| 217b              | 6.6        | The Almost People           | 8/5/2011            |
| 218               | 6.7        | A Good Man Goes to War      | 15/5/2011           |
| 219               | 6.8        | Let's Kill Hitler           | 22/5/2011           |
| 220               | 6.9        | Night Terrors               | 29/5/2011           |
| 221               | 6.10       | The Girl Who Waited         | 5/6/2011            |
| 222               | 6.11       | The God Complex             | 12/6/2011           |
| 223               | 6.12       | Closing Time                | 19/6/2011           |
| 224               | 6.13       | The Wedding of River Song   | 26/6/2011           |

#### Phần 7 (2012–13)
Phần 7 được chia làm 2 phần nhỏ giữa tập 5 và tập 6.
| Thứ tự cốt truyện | Thứ tự tập | Tựa đề                                 | Thời gian phát sóng |
| ----------------- | ---------- | -------------------------------------- | ------------------- |
| 225               | 7.X        | The Doctor, the Widow and the Wardrobe | 25/12/2011          |
| 226               | 7.1        | Asylum of the Daleks                   | 1/9/2012            |
| 227               | 7.2        | Dinosaurs on a Spaceship               | 8/9/2012            |
| 228               | 7.3        | A Town Called Mercy                    | 15/9/2012           |
| 229               | 7.4        | The Power of Three                     | 22/9/2012           |
| 230               | 7.5        | The Angels Take Manhattan              | 29/9/2012           |
| 231               | 7.5X       | The Snowmen                            | 25/12/2012          |
| 232               | 7.6        | The Bells of Saint John                | 30/3/2013           |
| 233               | 7.7        | The Rings of Akhaten                   | 6/4/2013            |
| 234               | 7.8        | Cold War                               | 13/4/2013           |
| 235               | 7.9        | Hide                                   | 20/4/2013           |
| 236               | 7.10       | Journey to the Centre of the TARDIS    | 27/4/2013           |
| 237               | 7.11       | The Crimson Horror                     | 4/5/2013            |
| 238               | 7.12       | Nightmare in Silver                    | 11/5/2013           |
| 239               | 7.13       | The Name of the Doctor                 | 18/5/2013           |
| 240               | 7.14X      | The Day of the Doctor                  | 23/11/2013          |
| 241               | 7.15X      | The Time of the Doctor                 | 25/12/2013          |

Tập phim ngắn
- Space / Time (2011)
- Death Is the Only Answer (2011)
- Good as Gold (2012)
- The Great Detective (2012)

### Doctor thứ mười hai
Doctor thứ mười hai do Peter Capaldi thủ vai từ năm 2014.

#### Phần 8 (2014)
| Thứ tự cốt truyện | Thứ tự tập | Tựa đề                      | Thời gian phát sóng |
| ----------------- | ---------- | --------------------------- | ------------------- |
| 242               | 8.1        | Deep Breath                 | 23 tháng 8, 2014    |
| 243               | 8.2        | Into the Dalek              | 30 tháng 8, 2014    |
| 244               | 8.3        | Robot of Sherwood           | 6 tháng 9, 2014     |
| 245               | 8.4        | Listen                      | 13 tháng 9, 2014    |
| 246               | 8.5        | Time Heist                  | 20 tháng 9, 2014    |
| 247               | 8.6        | The Caretaker               | 27 tháng 9, 2014    |
| 248               | 8.7        | Kill the Moon               | 4 tháng 10, 2014    |
| 249               | 8.8        | Mummy on the Orient Express | 11 tháng 10, 2014   |
| 250               | 8.9        | Flatline                    | 18 tháng 10, 2014   |
| 251               | 8.10       | In the Forest of the Night  | 25 tháng 10, 2014   |
| 252a              | 8.11       | Dark Water                  | 1 tháng 11, 2014    |
| 252b              | 8.12       | Death in Heaven             | 8 tháng 11, 2014    |
| 253               | 8.13X      | Last Christmas              | 25 tháng 12, 2014   |

#### Phần 9 (2015)
| Thứ tự cốt truyện | Thứ tự tập | Tựa đề                       | Thời gian phát sóng |
| ----------------- | ---------- | ---------------------------- | ------------------- |
| 254a              | 9.1        | "The Magician's Apprentice"  | 19 tháng 9, 2015    |
| 254b              | 9.2        | "The Witch's Familiar"       | 26 tháng 9, 2015    |
| 255a              | 9.3        | "Under the Lake"             | 3 tháng 10, 2015    |
| 255b              | 9.4        | "Before the Flood"           | 10 tháng 10, 2015   |
| 256               | 9.5        | "The Girl Who Died"          | 17 tháng 10, 2015   |
| 257               | 9.6        | "The Woman Who Lived"        | 24 tháng 10, 2015   |
| 258a              | 9.7        | "The Zygon Invasion"         | 31 tháng 10, 2015   |
| 258b              | 9.8        | "The Zygon Inversion"        | 7 tháng 11, 2015    |
| 259               | 9.9        | "Sleep No More"              | 14 tháng 11, 2015   |
| 260               | 9.10       | "Face the Raven"             | 21 tháng 11, 2015   |
| 261               | 9.11       | "Heaven Sent"                | 28 tháng 11, 2015   |
| 262               | 9.12       | "Hell Bent"                  | 5 tháng 12, 2015    |
| 263               | 9.13X      | "The Husbands of River Song" | 25 tháng 12, 2015   |

#### Phần 10 (2017)
| Thứ tự cốt truyện | Thứ tự tập | Tựa đề                                | Thời gian phát sóng |
| ----------------- | ---------- | ------------------------------------- | ------------------- |
| 264               | 10.X       | "The Return of Doctor Mysterio"       | 25 tháng 12, 2016   |
| 265               | 10.1       | "The Pilot"                           | 15 tháng 4, 2017    |
| 266               | 10.2       | "Smile"                               | 22 tháng 4, 2017    |
| 267               | 10.3       | "Thin Ice"                            | 29 tháng 4, 2017    |
| 268               | 10.4       | "Knock Knock"                         | 6 tháng 5, 2017     |
| 269               | 10.5       | "Oxygen"                              | 13 tháng 5,2017     |
| 270               | 10.6       | "Extremis"                            | 20 tháng 5,2017     |
| 271               | 10.7       | "The Pyramid at the End of the World" | 27 tháng 5, 2017    |
| 272               | 10.8       | "The Lie of the Land"                 | 3 tháng 6,2017      |
| 273               | 10.9       | "Empress of Mars"                     | 10 tháng 6,2017     |
| 274               | 10.10      | "The Eaters of Light"                 | 17 tháng 6,2017     |
| 275a              | 10.11      | "World Enough and Time"               | 24 tháng 6, 2017    |
| 275b              | 10.12      | "The Doctor Falls"                    | 1 tháng 7, 2017     |
| 276               | 10.13X     | "Twice Upon a Time"                   | 25 tháng 12, 2017   |